# Volvarina ginae
Volvarina ginae is een slakkensoort uit de familie van de Marginellidae. De wetenschappelijke naam van de soort is voor het eerst geldig gepubliceerd in 2003 door Espinosa & Ortea.